# 古市 (伊勢市)
古市（ふるいち）は、三重県伊勢市の地名。参宮街道の、外宮・内宮の中間にある古市丘陵を意味する場合が多いが、古市町のみを意味する場合がある。

## 概要

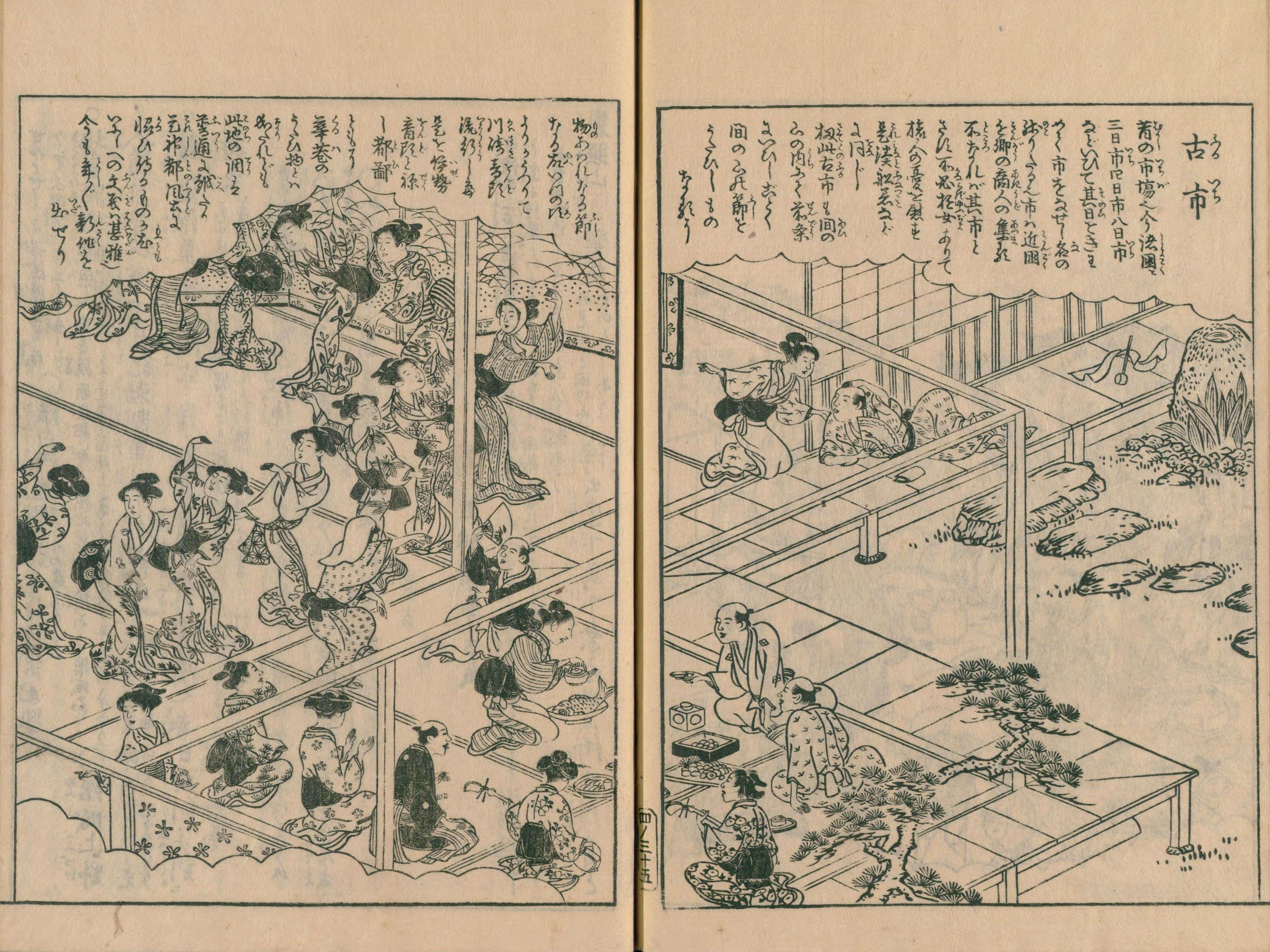
伊勢参宮名所図会「古市」 寛政9年（1797年）

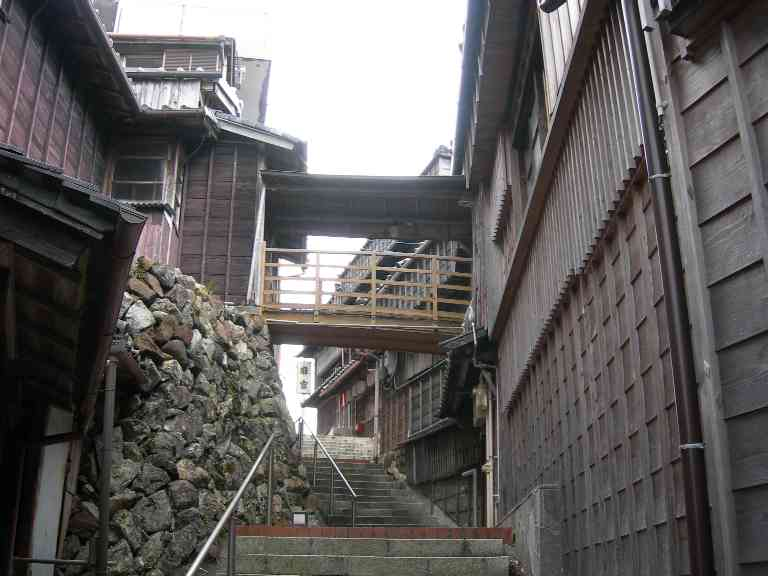
麻吉旅館

江戸時代以前は、丘陵にあるため水利が悪く民家もほとんどなく楠部郷に含まれていたが、伊勢参りの参拝客の増加とともに、参拝後に精進落としをする人々が増加したことにより遊廓が増え歓楽街として発達し、宇治古市として楠部郷から分かれた。
江戸時代前期に茶立女・茶汲女と呼ばれる遊女をおいた茶屋が現れ、元禄（1688 - 1703年）頃には高級遊女も抱える大店もできはじめた。寛政6年（1794年）の大火で古市も被害を受けたものの、かえって妓楼の数は増え、最盛期の天明（1781 - 1789年）頃には妓楼70軒、遊女1000人、浄瑠璃小屋も数軒、というにぎやかさで、「伊勢参り　大神宮にもちょっと寄り」という川柳があるほどに活気に溢れていたという。十返舎一九の「東海道中膝栗毛」にも登場した。
江戸時代末には、北は倭町から南は中之町まで娼家や酒楼が並び、江戸幕府非公認ながら、江戸の吉原、京都の島原と並んで三大遊廓、あるいはさらに大阪の新町、長崎の丸山をたして五大遊廓の一つに数えられた。代表的な妓楼としては、備前屋（牛車楼・桜花楼とも呼ばれた）、杉本屋（華表楼とも）、油屋（油屋騒動で有名）、千束屋（一九の膝栗毛に登場）などがあった。
明治期に古市丘陵を迂回する道路が整備され衰退し、新道に繁華街の中心は移っていった。明治5年（1872年）では貸座敷33件、娼妓640人、昭和初期（1930年代）では22件、135人に減少した。第二次世界大戦下、昭和20年（1945年）の空襲で、残った芝居小屋や遊郭も壊滅し、20世紀後半には麻吉が旅館として1軒残るのみとなった。麻吉は古市丘陵の斜面に位置し、階段状の木造6階建てである。明治期には、楼上からの眺望がよい料理屋兼旅館「聚遠楼」として知られていた。

## 伊勢音頭

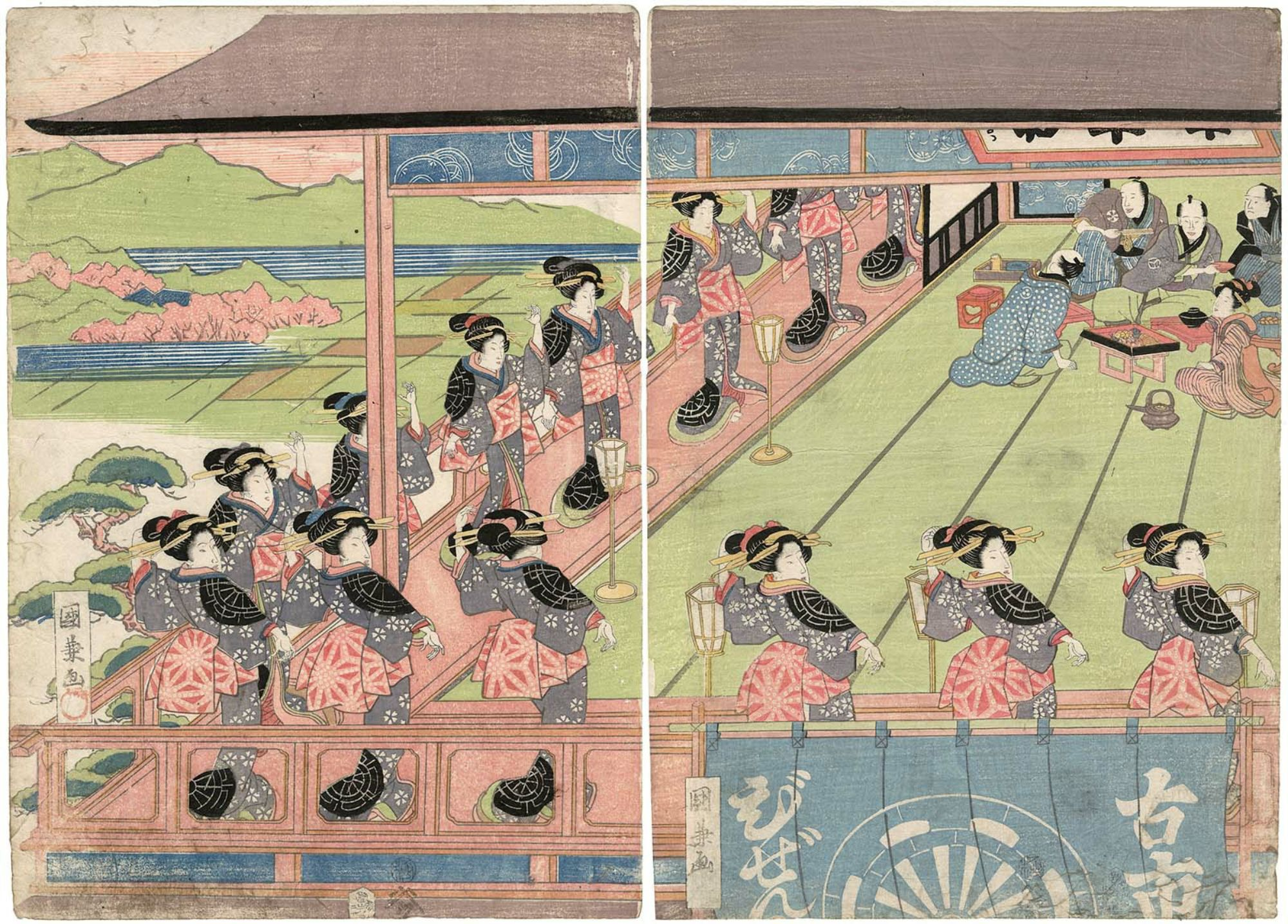
「古市びぜん屋伊勢音頭おどり之図」歌川 国兼画。1820年代。

古市の遊廓の中でも、備前屋、杉本屋、油屋は別格で、中でも備前屋は古市屈指の大楼閣で大広間「桜の間」を持ち、ここで客をもてなす為に、亀の子踊り（伊勢音頭の総踊り）を遊女に唄い踊らせて有名であった。当時の伊勢音頭は、参宮街道の「間の山節（あいのやまぶし）」に念仏踊りを混ぜたようなものであったといわれる。ちなみに京都祇園甲部の都をどりは、古市の亀の子踊りを参考にして、明治5年（1872年）に始められたものである。
この備前屋の伊勢音頭のほか、伊勢神宮の遷宮の御木曳（おきひき）の際の木遣り歌などが、｢荷物にならない伊勢土産｣として、伊勢参りにきた人々によって全国に伝えられ、今も「伊勢音頭｣の名で各地で残っている。

## 伊勢歌舞伎
伊勢歌舞伎は全国的にも知られており、役者の登竜門として有名で、かつての七世市川團十郎や五世松本幸四郎や三世尾上菊五郎なども舞台を踏んでいる。また江戸や上方に出る前に、まず古市で名を挙げようとする者も多かった。しかし現在の古市にはその繁栄を示すものはほとんど残っておらず、わずかに資料館で歌舞伎の台本などが見られるのみである。

## 交通

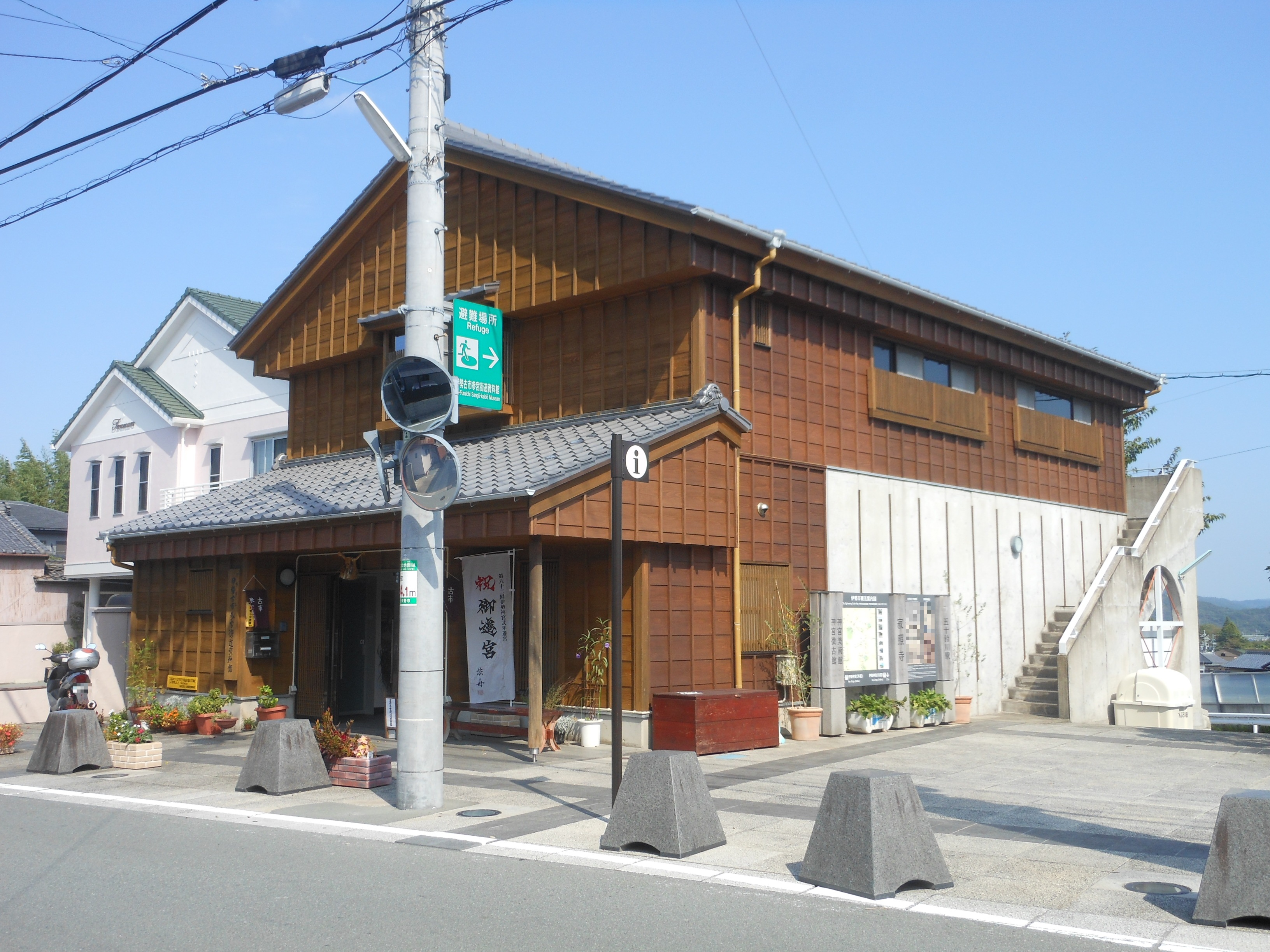
伊勢古市参宮街道資料館

伊勢街道（参宮街道）が南北に走り、バイパスである御木本道路と御幸道路（県道37号・12号）に挟まれている。それぞれのバイパスは徒歩圏内にあるが、古市は高台にあるため徒歩での移動は多少困難を伴う。また、南部を伊勢自動車道が横断し、伊勢西IC、伊勢ICいずれにも近い。
公共交通は、三重交通バス伊勢市内A線（01系統：内宮前 - 浦田町 - 古市 - 宇治山田駅前 - 伊勢市駅前 - 伊勢赤十字病院／02系統：浦田町 - 古市 - 宇治山田駅前 - 伊勢市駅前 - 宮川中学校前の2系統）が走り、両系統あわせて30分に1本は確保されている。正月など内宮の混雑期には、内宮前 - 浦田町 - 古市間は運休になる便がある。
鉄道は、近畿日本鉄道五十鈴川駅が近い。同駅は、当初は「古市口」駅とする予定であったが、大阪府にある同社の古市駅との混同をきらって、現駅名になったいきさつがある。
また、かつて路面電車（三重交通神都線）が走っていた時は、古市の北側に古市口電停があった（所在地は伊勢市岩渕）。現在のバス路線では、前田古市口バス停がそれに当たる。